# بسلاخوبا
بسلاخوبا (به لاتین: Beslakhuba) یک روستا در گرجستان است که در ناحیه اوچامچیرا واقع شده‌است. بسلاخوبا ۱٬۸۶۴ نفر جمعیت دارد.